# SN 1996cf
SN 1996cf – supernowa typu Ia odkryta 17 marca 1996 roku w galaktyce A104850+0003. Jej maksymalna jasność wynosiła 22,70m.